# Kryptischer Goldteju
Der Kryptische Goldteju (Tupinambis cryptus) ist eine Art aus der Familie der Schienenechsen (Teiidae). Die Art wurde 2016 vom Goldteju unterschieden.

## Merkmale
Der Kryptische Goldteju sieht dem Goldteju zum Verwechseln ähnlich. Er kann bis zu 1,4 Meter lang werden und ist von schwarzbrauner, leicht bläulich schimmernder Grundfärbung. Gelbe Flecken auf dem Rücken setzen sich zu mehreren Querbinden zusammen. Am Kopf, am Hals und an den Beinen finden sich weißgelbe Flecken.

## Verbreitung
Der Kryptische Goldteju kommt in Südamerika auf dem Festland und auf einigen Inseln vor. Man findet ihn in Venezuela (westlich des Bundesstaates Falcón), Französisch-Guayana, Guyana, Suriname, Brasilien (südwärts bis zum Zusammenfluss von Rio Negro und Rio Branco), Kolumbien (in den Anden in der Nähe von Bucaramanga) und Trinidad und Tobago.

## Gefährdung
Tejus werden für ihr Fleisch und ihre Haut gejagt, wobei letztere auch in den internationalen Handel gelangen. Der Kryptische Goldteju ist mit den übrigen Arten der Gattung Tupinambis sowie drei weiteren Gattungen aus der Familie der Schienenechsen in Anhang II des Washingtoner Artenschutzübereinkommens (CITES) gelistet.

## Systematik
Innerhalb der Familie der Schienenechsen gehört der Kryptische Goldteju zur Gattung Tupinambis. Der Goldteju ist dabei die am längsten bekannte Art, er wurde 1758 von Carl von Linné beschrieben. Weitere Arten wurden 1997, 2002, 2016 und 2018 beschrieben.
Gattung Tupinambis Daudin, 1803

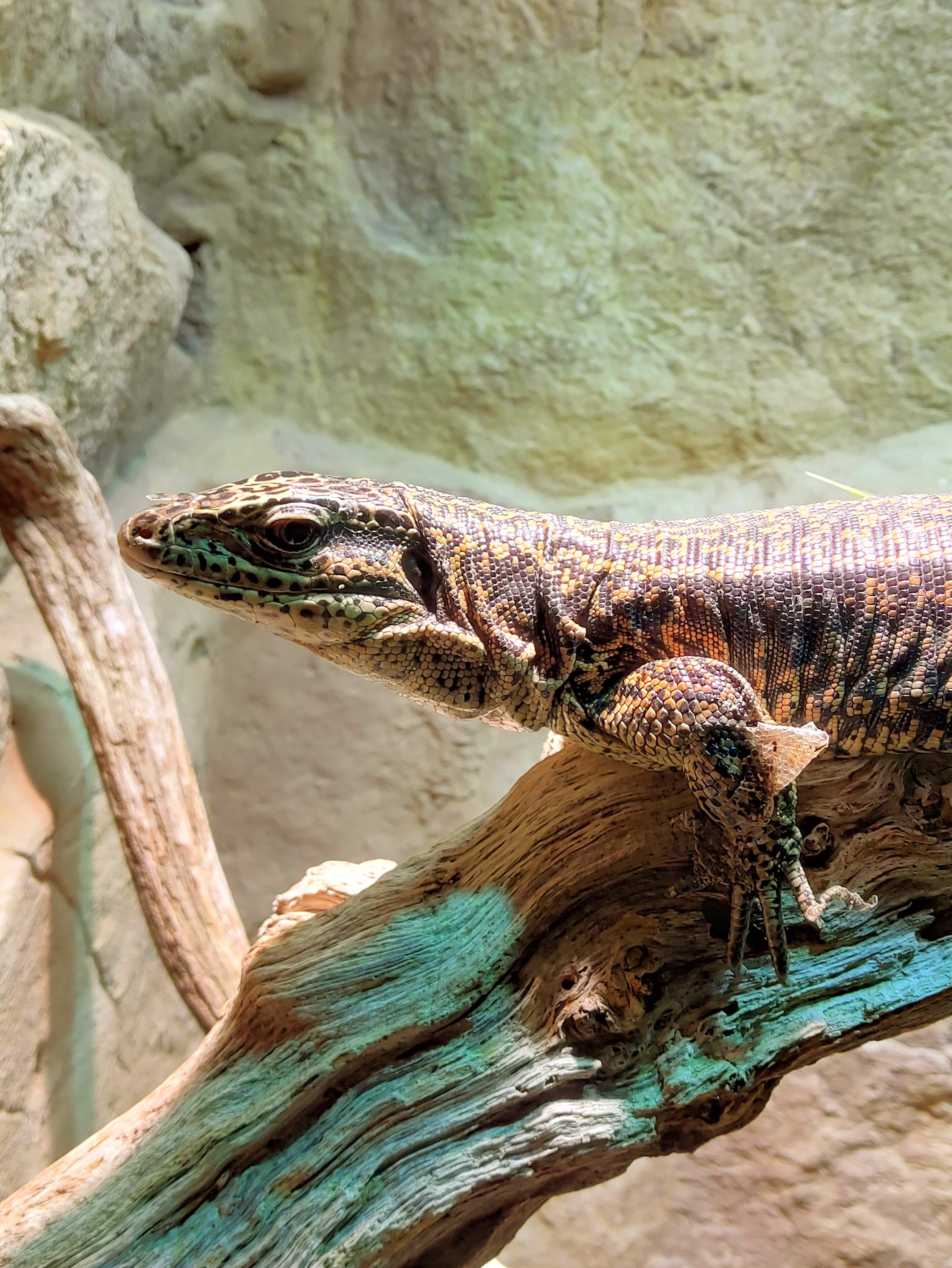
Kryptischer Goldteju im Kölner Zoo, 2023

- Tupinambis quadrilineatus Manzani & Abe, 1997
- Kryptischer Goldteju
- Tupinambis cuzcoensis Murphy, Jowers, Lehtinen, Charles, Colli, Peres Jr., Hendry, & Pyron, 2016
- Tupinambis longilineus Avila-pires, 1995
- Tupinambis matipu Silva, Ribeiro-Junior, & Ávila-Pires, 2018
- Tupinambis palustris Manzani & Abe, 2002
- Tupinambis quadrilineatus Manzani & Abe, 1997
- Goldteju (Tupinambis teguixin (Linnaeus, 1758))
- Tupinambis zuliensis Murphy, Jowers, Lehtinen, Charles, Colli, Peres Jr., Hendry, & Pyron, 2016

Im Kölner Zoo gehaltene Goldtejus entpuppten sich nach einem genetischen Test als Kryptische Goldtejus. Der Kölner Zoo ist der einzige Zoo weltweit, der erwiesenermaßen Kryptische Goldtejus hält. 2019 kam erstmals Nachwuchs zur Welt.